# 비비 자윈디 무덤

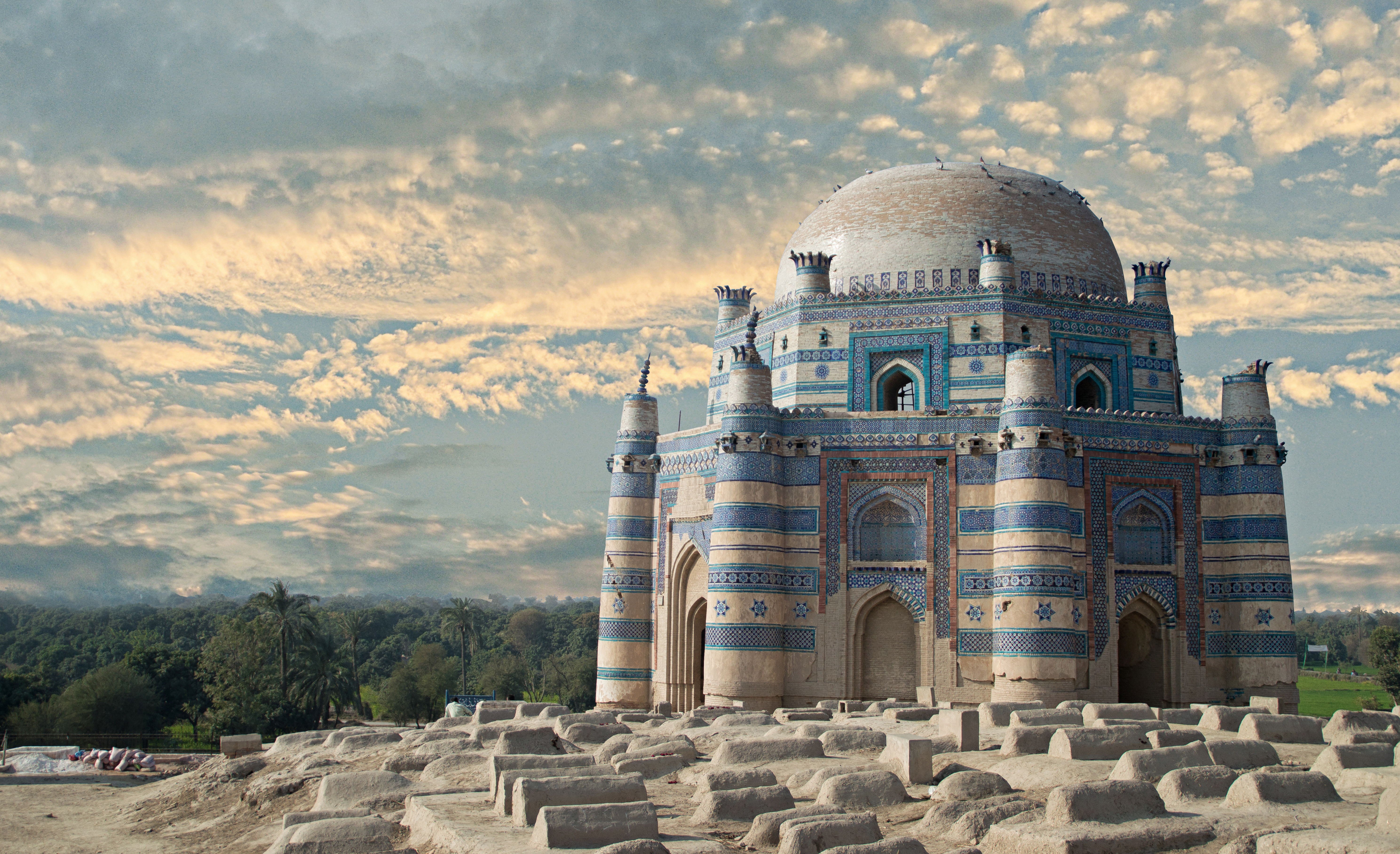
비비 자윈디 무덤

비비 자윈디 무덤(우르두어: مقبرہ بی بی جیوندی)은 파키스탄 펀자브주 우치에 있는 기념물이다. 유네스코 세계유산 잠정 목록에 올라있다.